# Perchauer Sattel
Der Perchauer Sattel (995 m ü. A.) ist wie auch der westlich benachbarte Neumarkter Sattel ein sanfter Übergang zwischen dem oberen Murtal und dem Olsatal, das ins Klagenfurter Becken führt. Der nach dem Ort Perchau benannte Sattel ist durch die Friesacher Straße (B 317) für den Straßenverkehr erschlossen. Die Landesgrenze verläuft weiter südlich bei Dürnstein in der Steiermark, wo die Olsaklamm eine natürliche Grenze bildet. Die Bedeutung dieser beiden Übergänge an einer früheren Eisen- und Salzstraße dokumentieren mehrere mittelalterlichen Burgen: Dürnstein im Süden, die Höhlenburgen Schallaun und Puxer Lueg (bzw. Puxer Loch) im Norden.

## Umgebung
Südlich des Sattels liegt der wichtige mittelalterliche Eisenumschlagplatz Friesach, nordwestlich das heute dörfliche Oberwölz, dem der Eisenhandel zu einer der ersten Stadtrechtsverleihungen in der Steiermark verhalf.

## Geschichte
Auch wenn der Perchauer Sattel früher im Schatten des etwas westlicher gelegenen Neumarkter Sattel stand, wurde er auch schon sehr früh begangen. Aus dem Jahre 888 ist eine Reise, ja geradezu ein Eilmarsch des deutschen Königs Arnulf bekannt, der für den Weg von Karnburg über den Perchauer Sattel und den Pyhrnpass nach St. Florian nachweisbar nur zwölf Tage benötigte – eine für damalige Zeiten enorme Reisegeschwindigkeit, die ausreichende Straßenverhältnisse voraussetzt.
Heute ist im Straßenverkehr der Perchauer Sattel wichtiger, denn während über den Neumarkter Sattel nur eine Lokalstraße führt, führt über den Perchauer Sattel eine Fernverkehrsstraße. Beinahe wäre sogar die Rudolfsbahn über den Perchauer Sattel erbaut worden, aber man entschloss sich dann doch für den Neumarkter Sattel. Der Grund war vor allem, dass diese Bahn im Murtal bis Frauenburg im Talgrund trassiert wurde und nicht schon von Judenburg aus in Hanglage. Wollte man von Frauenburg den Perchauer Sattel erreichen, wäre eine Kehrenanlage erforderlich geworden, die aber die Vorteile aus der gegenüber dem Neumarkter Sattel etwas günstigeren Lage des Perchauer Sattels zunichtegemacht hätte.